# TMEM74
TMEM74 (англ. Transmembrane protein 74) – білок, який кодується однойменним геном, розташованим у людей на 8-й хромосомі. Довжина поліпептидного ланцюга білка становить 305 амінокислот, а молекулярна маса — 33 338.
| 10         |  | 20         |  | 30         |  | 40         |  | 50         |
| ---------- |  | ---------- |  | ---------- |  | ---------- |  | ---------- |
| MELHYLAKKS |  | NQADLCDARD |  | WSSRGLPGDQ |  | ADTAATRAAL |  | CCQKQCASTP |
| RATEMEGSKL |  | SSSPASPSSS |  | LQNSTLQPDA |  | FPPGLLHSGN |  | NQITAERKVC |
| NCCSQELETS |  | FTYVDKNINL |  | EQRNRSSPSA |  | KGHNHPGELG |  | WENPNEWSQE |
| AAISLISEEE |  | DDTSSEATSS |  | GKSIDYGFIS |  | AILFLVTGIL |  | LVIISYIVPR |
| EVTVDPNTVA |  | AREMERLEKE |  | SARLGAHLDR |  | CVIAGLCLLT |  | LGGVILSCLL |
| MMSMWKGELY |  | RRNRFASSKE |  | SAKLYGSFNF |  | RMKTSTNENT |  | LELSLVEEDA |
| LAVQS      |  |            |  |            |  |            |  |            |

A: Аланін

C: Цистеїн

D: Аспарагінова кислота

E: Глутамінова кислота

F: Фенілаланін

G: Гліцин

H: Гістидин

I: Ізолейцин

K: Лізин

L: Лейцин

M: Метіонін

N: Аспарагін

P: Пролін

Q: Глутамін

R: Аргінін

S: Серин

T: Треонін

V: Валін

W: Триптофан

Задіяний у такому біологічному процесі, як автофагія. 
Локалізований у мембрані, цитоплазматичних везикулах, лізосомі.